# Mona Breede
Mona Breede (* 27. Juni 1968 in Kiel) ist eine deutsche Fotokünstlerin.

## Leben
Mona Breede studierte nach einer Ausbildung zur Fotografin an der Staatslehranstalt für Fotografie in München von 1992 bis 1998 an der Staatlichen Hochschule für Gestaltung Karlsruhe bei Thomas Struth Fotografie und Kommunikationsdesign. 1999 hatte sie ihre erste Einzelausstellung im Goethe-Institut London, parallel dazu nahm sie an der Gruppenausstellung Reconstructing Space: Architecture in Recent German Photography der Architectural Association London; beteiligt sind unter anderem Thomas Demand, Andreas Gursky, Candida Höfer. Seit 2000 ist sie an Ausstellungen in nationalen und internationalen Museen sowie Kunstvereinen und Galerien beteiligt. Sie hatte Lehraufträge für Fotografie unter anderem an der Hochschule für Gestaltung Karlsruhe und am Zentrum für Angewandte Kulturwissenschaft des Karlsruher Instituts für Technologie (KIT).

## Werk
Mona Breede zeigt in ihren fotografischen Arbeiten Menschen in Bezug zu öffentlichen Orten, vorwiegend zum städtischen Raum. Die Personen sind in ihren Bewegungen und Interaktionen wiedergegeben und unterliegen dabei einem bestimmten choreographischen Rhythmus. Über das Formale, die Vielschichtigkeit dieser Tableaus hinaus werden eine gesellschaftliche Typologie entworfen und soziale Fragen berührt, Anonymität, Isolation, Entfremdung, ein existentielles Moment, sowohl auf der zwischenmenschlichen Ebene wie im Verhältnis der Menschen zu den sie umgebenden anonymen Stadtarchitekturen.

## Ausstellungen

### Einzelausstellungen (Auswahl)
- 1999: Reconstructing Space: Architecture in Recent German Photography, Goethe-Institut London
- 2001: starshots_01, Preisträgerin beim Wettbewerb des dit (Fondsgesellschaft der Dresdner Bank Gruppe)
- 2003: Menschen und Räume, Galerie Dittmar, Berlin
- 2004: People and Spaces, Ileana Tounta Contemporary Art Centre, Athen
- 2005: Förderkoje, Art Cologne[1]
- 2005: Choreographien und Porträts, Neue Börse, Frankfurt
- 2006: L‘Arrière-Plan de l’Existence, Goethe-Institut Lyon
- 2007: Der durchlebte Raum, Kunstverein Plauen-Vogtland, Plauen[2]
- 2007: Living Spaces, Galerie Weigand, Ettlingen
- 2007: Die Schatten des Lichts, Goethe-Institut Riga, Lettland[3]
- 2008: Mc Bride Fine Art Gallery, Antwerpen
- 2008: CM Art, Paris
- 2009: The Choreographed City, Moscow Museum of Modern Art, Moskau[4]
- 2009: The Choreographed City, Rosphoto – State Russian Centre of Photography, St. Petersburg[5]
- 2010: Berlin – Sedimente einer Stadt, Galerie Dittmar, Berlin
- 2011: The Silent Space, Marburger Kunstverein
- 2011: How long is now, Galerie Weigand, Ettlingen
- 2013: Die Außenwelt der Innenwelt, Städtische Galerie Karlsruhe[6]
- 2014: Chorégraphies Urbane, Goethe-Institut Nancy
- 2014: Workflow, SAP, Walldorf[7]
- 2015: Wait and Walk, Galerie Dittmar, Berlin
- 2016: Menschenbilder – Arbeitswelten, EnBW, Karlsruhe[8]
- 2016: Uganda, Goethe-Institut München
- 2017: Meereslandschaften – Räumliche Untersuchungen, Galerie Dittmar, Berlin[9]
- 2021: Natur und Erzählung (Stiftung Kunstfonds), Galerie Dittmar, Berlin[10]
- 2021: Urban Stories, Städtische Galerie Neunkirchen[11]
- 2023: Femmes au travail. Portraits et biografies, Goethe-Institut Nancy, Frankreich

### Gruppenausstellungen (Auswahl)
- 2002: Positionen zeitgenössischer Architekturphotographie, Galerie Dittmar, Berlin
- 2004: Kinderbildnisse, Kunstraum Falkenstein, Hamburg
- 2005: Aus der Serie (3), K4 Galerie, Saarbrücken
- 2007: Industrielle Bildwelten – Tiroler Industrie in zeitgenössischer Fotografie, FO.KU.S Foto Kunst Stadtforum, Innsbruck[12]
- 2008: Industrielle Bildwelten – Tiroler Industrie in zeitgenössischer Fotografie, DASA-Galerie, Dortmund[13]
- 2009: Fabulös! Konstruktionen des Imaginären, Kunstverein Villa Streccius, Landau[14]
- 2009: Gemeinsam in Bewegung – Zeitgenössische Kunst aus Deutschland und China, Kunstmuseum Wuhan, China
- 2010: Mona Breede/Barbara Denzler, Kunstverein Pforzheim im Reuchlinhaus[15]
- 2010: Jetzt – Die erzählte Zeit, Darmstädter Tage der Fotografie, Museum Künstlerkolonie Darmstadt[16]
- 2012: Gesichtsverlust – Be(com)ing (in)visible, Kunstverein Viernheim
- 2013: Der andere Blick – Raum und Architektur in der zeitgenössischen Fotografie, Galerie Dittmar, Berlin
- 2016: Fotokunst aus der Sammlung, Städtische Galerie Karlsruhe[17]
- 2018: LAND_SCOPE, Fotoarbeiten von Roni Horn bis Thomas Ruff aus der DZ Bank Kunstsammlung, Münchner Stadtmuseum[18]

## Auszeichnungen
- 2013: Hanna-Nagel-Preis
- 2019: Aufenthaltsstipendium der Künstlerresidenz Chretzeturm, Stein am Rhein[19]
- 2025: Auslandsstipendium Deutsches Studienzentrum Venedig